# Barragem de Nunes
A Barragem de Nunes, construída sobre o leito do rio Tuela, liga a freguesia de Vila Verde, na margem direita e no Município de Vinhais, à freguesia de Castrelos e Carrazedo, na margem esquerda e no Município de Bragança, todos no Distrito de Bragança, em Portugal. A barragem entrou em funcionamento em 1995.

## Barragem
É uma barragem de betão (gravidade com curvatura). Possui uma altura de 21,5 m acima da fundação (18,5 m acima do terreno natural) e um comprimento de coroamento de 65,5 m. Possui uma capacidade de descarga máxima de 52,36 (descarga de fundo) + 1350 (descarregador de cheias) m³/s.

## Albufeira
A albufeira da barragem apresenta uma superfície inundável ao NPA (Nível Pleno de Armazenamento) de .. km² e tem uma capacidade total de 0,138 Mio. m³ (capacidade útil de 0,098 Mio. m³). As cotas de água na albufeira são: NPA de 535,5 metros, NMC (Nível Máximo de Cheia) de 541,3 metros e NME (Nível Mínimo de Exploração) de 532 metros.

## Central hidroeléctrica
A central hidroeléctrica é constituída por dois grupos Francis com uma potência total instalada de 9,9 MW. A energia produzida em ano médio é de 41,56 Mio. kWh.